# Bessie Charles
Bessie Ada Charles (1869-1932) fue una arquitecta británica, una de las primeras mujeres admitidas en el Real Instituto de Arquitectos Británicos.

## Formación
Las hermanas Charles fueron las primeras mujeres que estudiaron arquitectura en el University College de Londres. Aunque comenzaron sus estudios en 1892, no podían hacerlo de forma oficial, sino como oyentes. Cuando intentaron asistir a los cursos de la Architectural Association, en 1893, tampoco se les permitió asistir.
En 1891 el censo de Gran Bretaña reflejaba la presencia de diecinueve arquitectas en Inglaterra y Gales, y otras cinco en Escocia. Sin embargo estas personas no tenían plena capacidad de ejercer, pues no podían ser miembros del Real Instituto de Arquitectos Británicos, órgano colegial de la profesión en el Reino Unido. En junio de 1898, Ethel Mary Charles, hermana de Bessie, se presentó a los exámenes del RIBA y los aprobó, con lo que pasó a ser miembro asociado. Una votación posterior de los socios decidió admitir a todos los nuevos miembros propuestos y de esta forma Ethel Charles pasó a ser la primera mujer miembro del RIBA. Bessie fue la segunda, al ser admitida en 1900.

## Carrera profesional
En la última década del XIX, las hermanas Charles trabajaron tres años para Ernest George y Harold Peto.
Durante los inicios del siglo XX las hermanas trabajaron juntas, principalmente en proyectos de casas de obreros y viviendas privadas. El ámbito de las viviendas individuales se consideraba el conveniente para las mujeres dedicadas a la arquitectura, lo que las perjudicó en un momento en que los proyectos más interesantes se concentraban en grandes proyectos públicos o de edificios comerciales.